# Ullum
Ullum is een departement in de Argentijnse provincie San Juan. Het departement (Spaans:  departamento) heeft een oppervlakte van 4.391 km² en telt 4.490 inwoners.
In het departement ligt de Ullumdam in de San Juan rivier. Het water in het stuwmeer wordt gebruikt voor de irrigatie en de opwekking van elektriciteit.

## Plaatsen in departement Ullum
- El Chilote
- Gualilán
- La Toma
- Matagusanos
- Santa Rosa
- Talacasto
- Villa Aurora
- Villa Ibáñez